# أدريان بروير
أدريان بروير (بالهولندية: Adriaen Brouwer)  (1605–1638) رسامًا فلمنكيًا باروكياً نشطَ في فلاندرز والجمهورية الهولندية في النصف الأول من القرن السابع عشر. كان بروير مبتكرًا مهمًا في الرسم النوعي من خلال صوره الحية للفلاحين والجنود وغيرهم من أفراد «الطبقة الدنيا» المنخرطين في الشرب أو التدخين أو لعب الورق أو النرد أو القتال أو تأليف الموسيقى وما إلى ذلك في الحانات والمناطق الريفية. ساهم بروير في تطوير نوع الرسم المسمى «تروني» (اسم يطلق على أسلوب من أساليب الرسم الذي يصور الوجه بتعبيرات مبالغ بها). في سنته الأخيرة أنتج بعض المناظر الطبيعية ذات الأجواء المأساوية. كان لأعمال بروير تأثير مهم على الجيل القادم من الرسامين الفلمنكيين والهولنديين. 

## الحياة
لا يزال هناك عدد من الأسئلة التي لم يتم حلها بشأن بداية حياة أدريان بروير ومسيرته الفنية. تضمن كاتب السيرة الهولندي الأوائل أرنولد هوبراكن العديد من البيانات الخاطئة والقصص الخيالية عن بروير في كتابه «المسرح الكبير للرسامين الهولنديين» في 1718-1919. كانت أكثر أخطاء هوبراكن وضوحا هي وضع مكان ولادة بروير في هارلم في الجمهورية الهولندية وتحديد فرانس هالز على أنه معلمه.

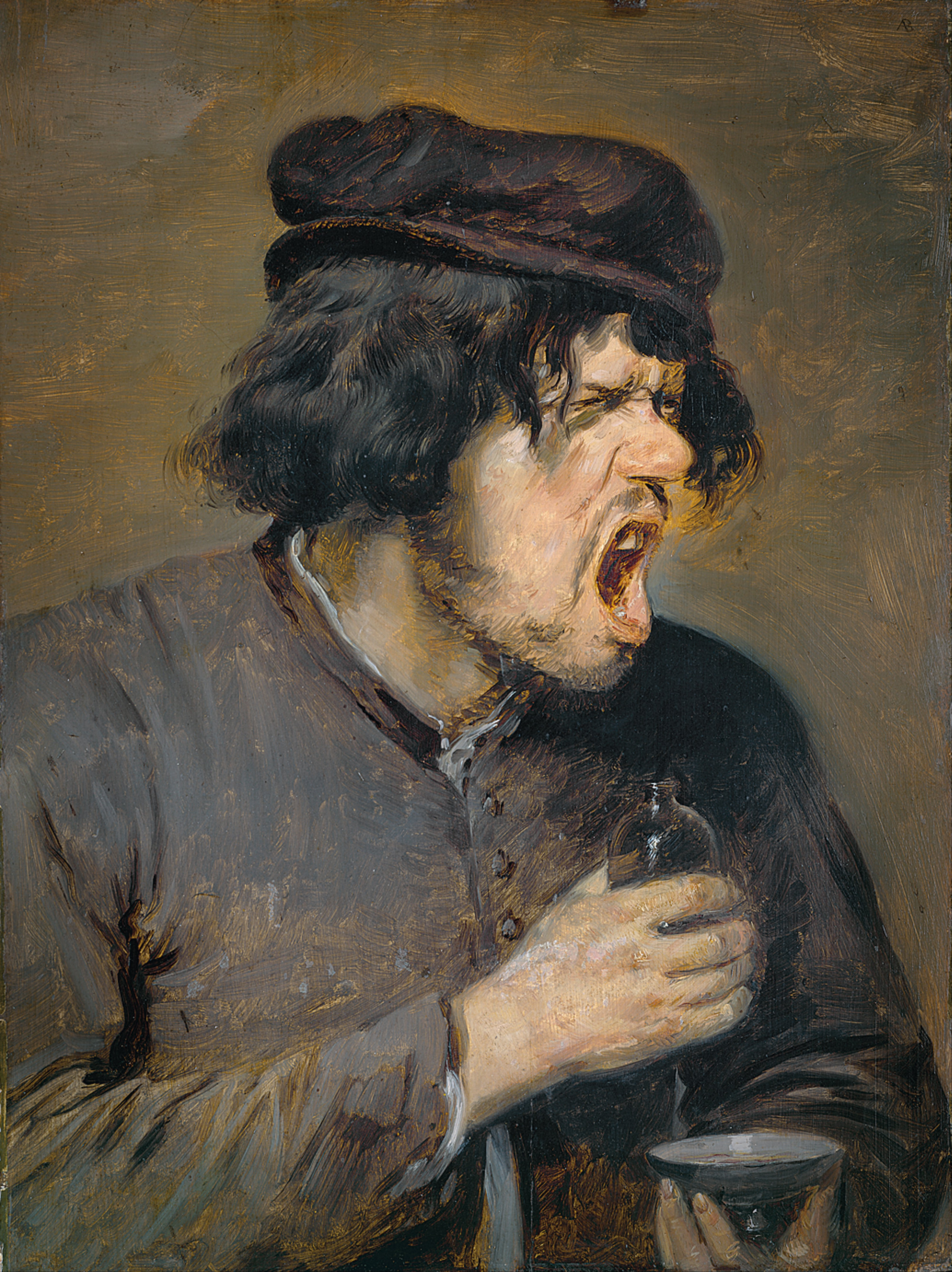
"الدواء المر" بريشة بروير (1636-1638)، متحف شتيدل، المانيا.

من المقبول عمومًا الآن أن بروير ولد في في فلاندرز في عام 1605 أو 1606. كان والده يعمل كمصمم نسيج، في ذلك الوقت كانت فلاندرز مركزًا مهمًا لإنتاج المنسوجات. توفي الأب في فقر عندما كان عمر أدريان الأصغر 15-16 سنة فقط. بحلول ذلك الوقت، كان بروير قد غادر منزل بالفعل. عمل بروير في أنتويرب عام 1622. وبحلول مارس 1625 تم تسجيله في أمستردام حيث أقام في نزل الرسام «باريند فان سومرين»، وهو فنان فلمنكي آخر سكن في الجمهورية الهولندية.  تم تسجيل بروير أيضًا في 23 يوليو 1626 كشاهد كاتب عدل، من الممكن أنه بحلول ذلك الوقت كان قد عاش بالفعل في هارلم. 
في عام 1631 ، عاد بروير إلى موطنه الأصلي فلاندرز حيث تم تسجيله على أنه سيد في أنتويرب في نقابة القديس لوقا حتى قبل أن يصبح شاغلًا في أنتويرب. استمر الفنان في العيش والعمل في أنتويرب حتى وفاته المفاجئة. يظهر اسم الفنان بانتظام في سجلات أنتويرب عادةً فيما يتعلق بترتيبات ديونه المختلفة. 
في عام 1633 سُجن بروير في قلعة أنتويرب. سبب السجن غير واضح. من المحتمل أنه كان بسبب التهرب الضريبي، أو لأسباب سياسية، لأن السلطات المحلية ربما اعتبرته جاسوساً للجمهورية الهولندية. كان مشغل المخبز في قلعة أنتويرب بيد الفنان جوس فان كرايسبيك. من المفترض أن بروير وكرايسبيك تعرفا على بعضهما البعض خلال هذا الوقت. استنادًا إلى المعلومات التي قدمها كاتب السيرة الفلمنكية المعاصرة كورنيليس دي بي في كتابه، يُعتقد أن فان كرايسبيك أصبح تلميذ بروير وأفضل صديق له. وصف دي بي علاقتهما بأنها (كما غنى الكبار، هكذا يغرد الصغار "). يبدو أن التشابه الأسلوبي بين عمل كرايسبيك المبكر وعمل بروير يدعم هذا النظرية.

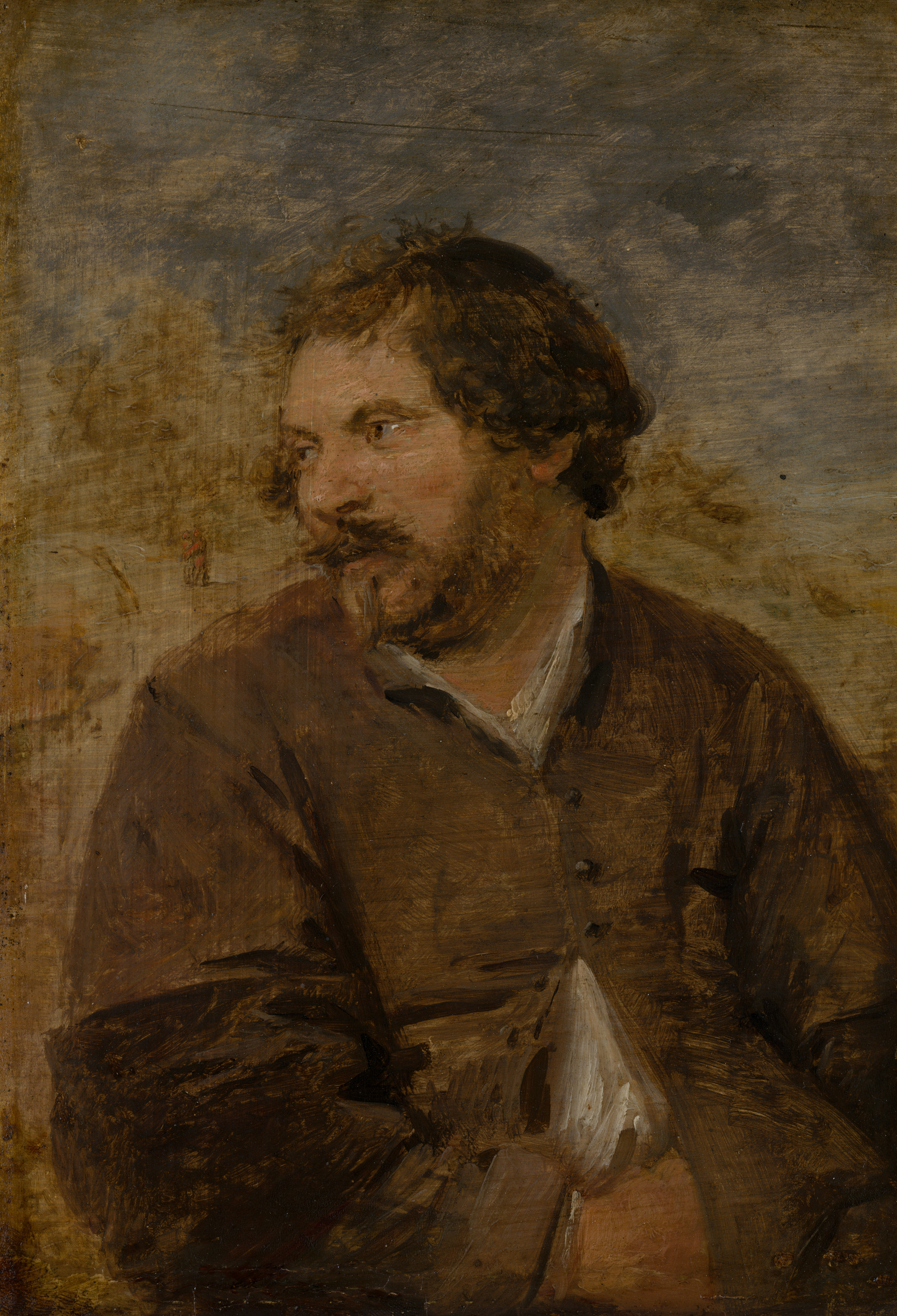
"الرجل السمين" بريشة بروير حوالي 1634 - 1637، ماورتشهاوس، لاهاي في هولندا.

في 26 أبريل 1634 ، أقام بروير مسكنًا في منزل النحات البارز بولوس بونتيوس حيث أصبح الرجلان صديقين مقربين.  لقد قيل أن لوحة بروير المسماة «الرجل البدين»، والتي ربما تمثل الخطيئة القاتلة للشهوة، هي في نفس الوقت صورة لبولس بونتيوس.

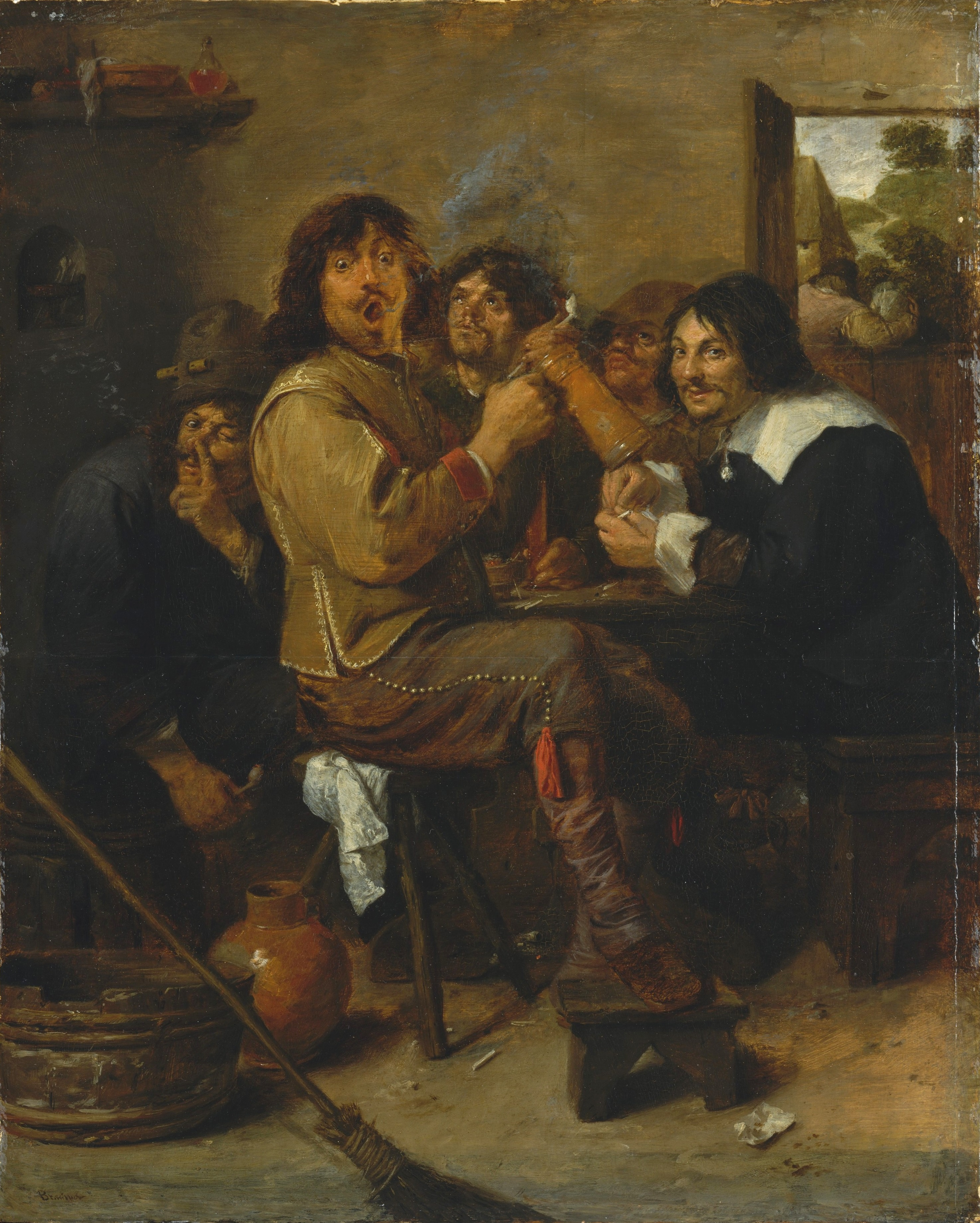
"المدخنين" بريشة بروير (1636), متحف المتروبوليتان للفنون.

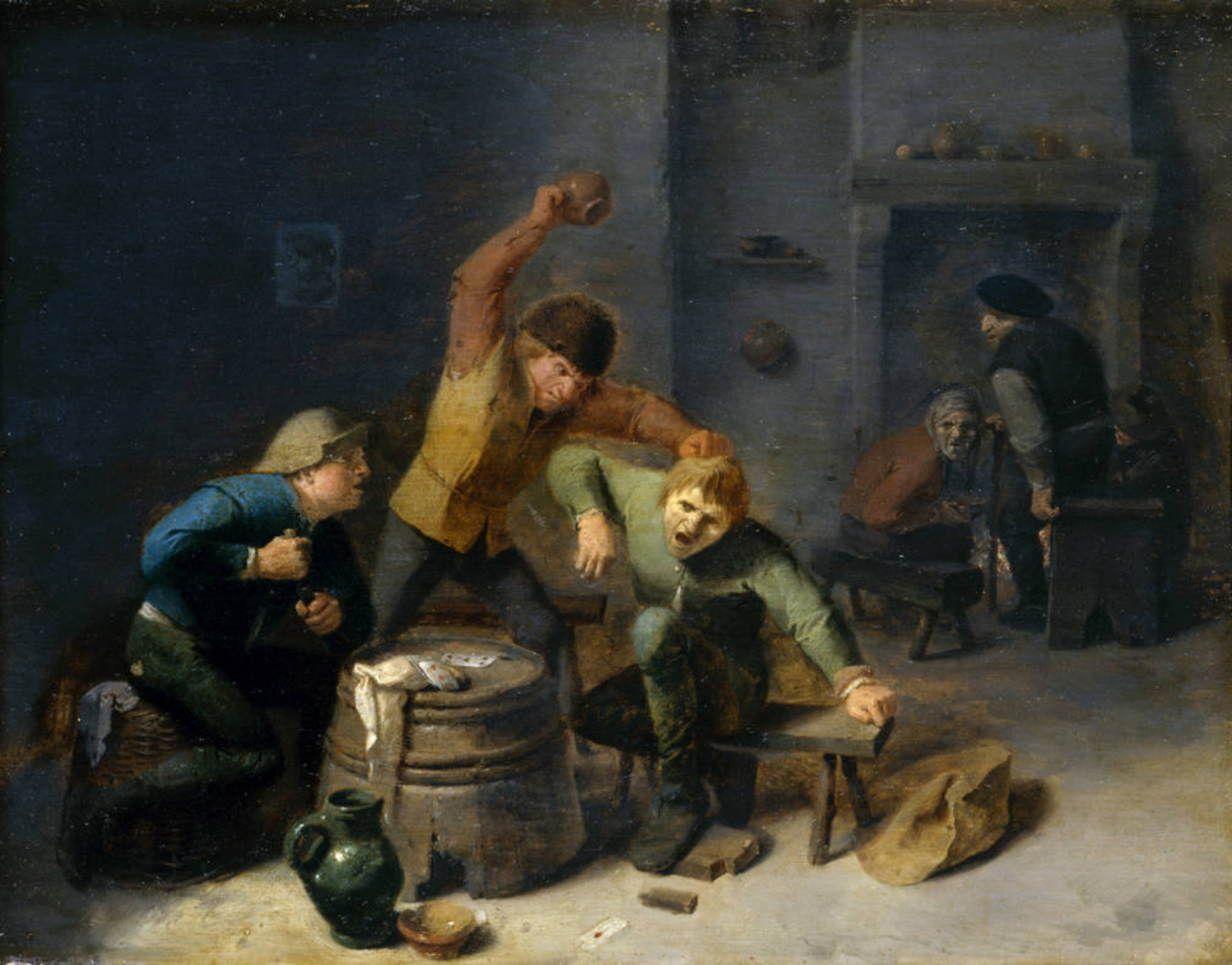
«الفلاحون يتشاجرون حول البطاقات» بريشة بروير بين عامي 1631 و1633، معرض الاساتذة القداماء، درسدن.

يصف كتاب السيرة الذاتية كيف قضى بروير وأصدقاؤه من الفنانين الكثير من وقتهم في الحفلات في الحانات المحلية، وغالبًا ما ينضم إليهم زملائهم الفنانين. رسم بروير مشهدًا لحانة يُدعى المدخنين، والتي تضمنت صورة ذاتية للفنان جنبًا إلى جنب مع صور جان كوسييرز، وجان ليفينز، وجوس فان كرايسبيك وجان دافيدز. دي هيم (1636 ، متحف متروبوليتان للفنون، نيويورك). تظهر رفقة الأصدقاء جالسين حول طاولة ويدخنون. بروير هو الشخص الجالس في المنتصف والذي يتم استدارته لمواجهة المشاهد. تضاعف هذا النوع من الصور الجماعية كتمثيل لإحدى الحواس الخمس (في هذه الحالة حاسة التذوق). 
على الرغم من أسلوب حياته الفاسد المبلغ عنه وتفضيله للموضوعات ذات الحياة المنخفضة، فقد كان بروير يحظى باحترام كبير من قبل زملائه كما يتضح من حقيقة أن روبنز كان يمتلك 17 عملاً لبروير في وقت وفاته، والتي تم الحصول على واحد منها على الأقل قبل أن يتعرف روبنز على بروير شخصيًا.  كما كان لرامبرانت لوحات للفنان بروير في مجموعته.

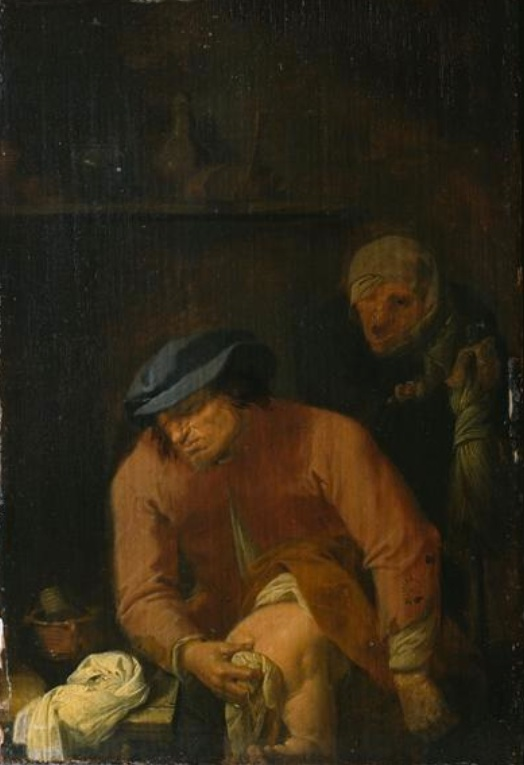
«الرائحة» بريشة بروير حوالي 1634 - 1637، ماورتشهاوس، لاهاي في هولندا.

في عام 1635 ، تولى بروير مهمة جان بابتيست داندوي (1631-1638) باعتباره تلميذه الوحيد المسجل رسميًا. في يناير 1638 توفي بروير في أنتويرب. ربط بعض كتاب السيرة الذاتية الأوائل موته المبكر بنمط حياته وتعاطي الكحول. ومع ذلك، يعزو هوبراكن وفاته إلى الطاعون. والدليل على هذا الأخير هو أن رفاته دفنت في الأصل في قبر جماعي. بعد شهر من وفاته في 1 فبراير 1638 ، أعيد دفن جثمانه في كنيسة أنتويرب الكرملي بعد احتفال مهيب وبمبادرة ونفقة أصدقائه الفنانين. 

## الأعمال

### الرسم النوعي

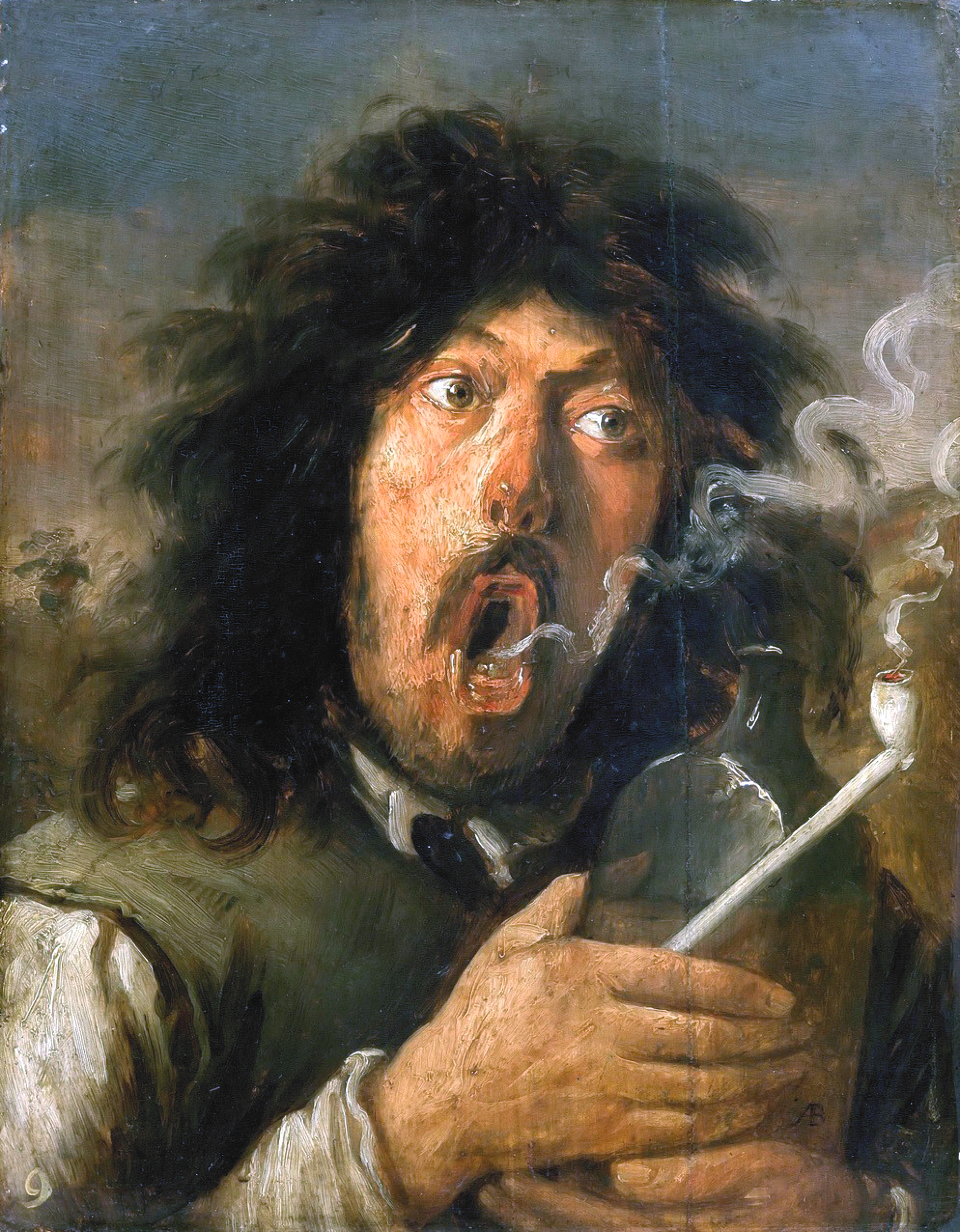
"المدخن" بريشة جوس فان كرايسبيك تلميذ بروير، متحف اللوفر.

ترك بروير مجموعة صغيرة من الأعمال تصل إلى حوالي 60 عملاً. تم التوقيع على عدد قليل فقط من أعماله، بينما لم يتم تأريخ أي منها.  نظرًا لأن بروير تم نسخه وتقليده واتباعه على نطاق واسع في عصره، فإن إسناد العمل إلى بروير يكون أحيانًا غير مؤكد أو محل خلاف. على سبيل المثال، لوحة «المدخن» (متحف اللوفر) التي تصور رجلاً ينفث دخانًا أثناء حمل زجاجة من الخمور نُسب لفترة طويلة إلى بروير، ولكنها تعزى الآن إلى أحد أصدقائه وربما تلميذه جوس فان كرايسبيك.
الموضوع الرئيسي في لوحات بروير هو مشاهد مع الفلاحين والجنود وغيرهم من أفراد «الطبقة الدنيا» يشاركون في الشرب، والتدخين، ولعب الورق أو النرد، والقتال وما إلى ذلك في كثير من الأحيان في الحانات أو الأماكن الريفية.  ساهم بروير أيضًا في تطويرنوع الرسم المسمى «تروني» (اسم يطلق على أسلوب من أساليب الرسم الذي يصور الوجه بتعبيرات مبالغ بها).  أنتج بعض المناظر الطبيعية في السنوات الأخيرة من حياته المهنية. 

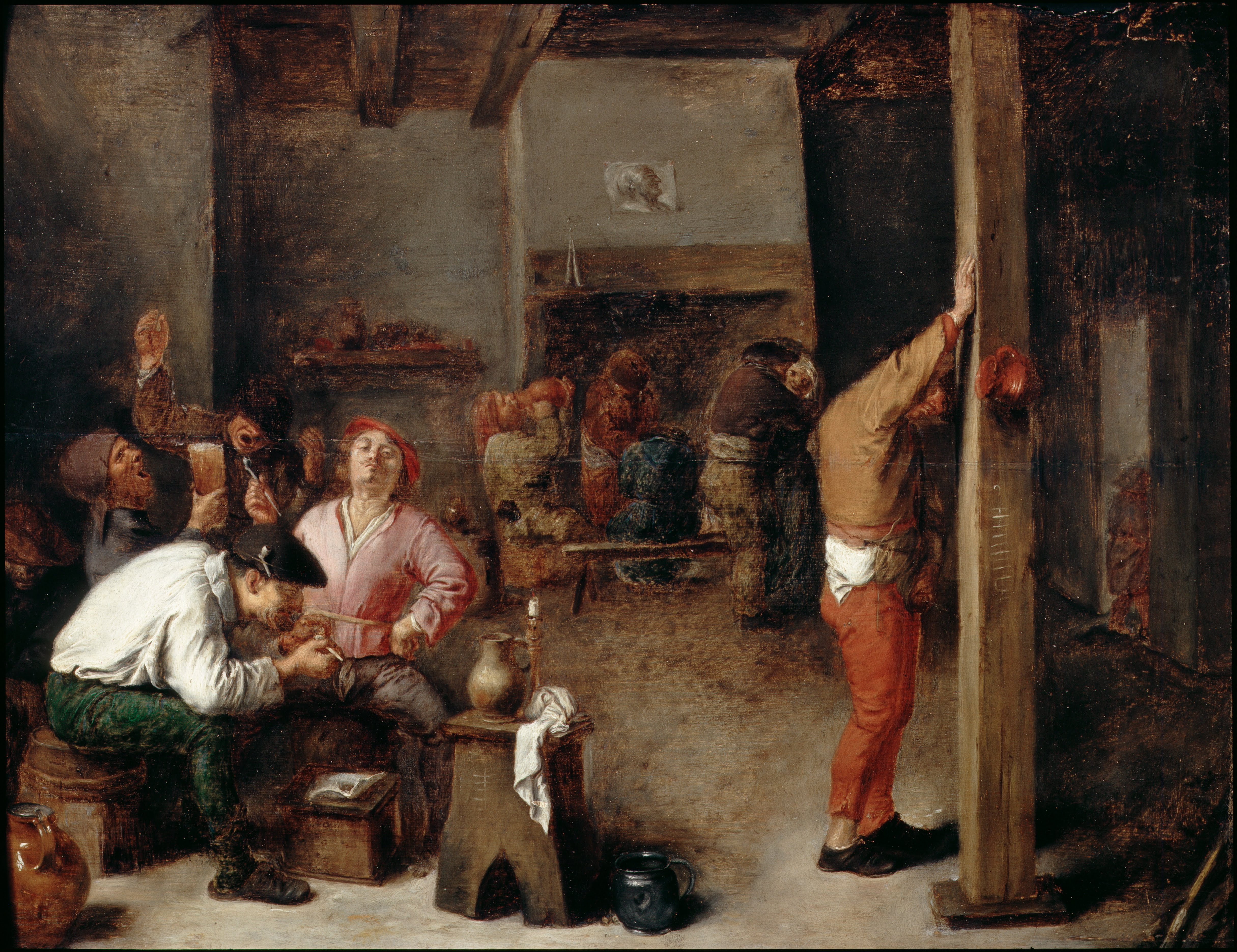
"داخل حانة" بريشة بروير حوالي 1630، معرض دولويتش.

تأثر بروير بديرك هالز، رسام نوعي الذي كان نشطًا في هارلم. لا يمكن تتبع التطور الأسلوبي لبروير على وجه اليقين. يُعتقد أن الصور ذات الألوان الطبيعية الزاهية قد تم رسمها في عشرينيات القرن السادس عشر.  حوالي عام 1630 ، بدأت لوحة ألوان بروير في إظهار تفضيل قوي للون البني والرمادي والأخضر. كان للرسام طريقة رسم حرة ومخططة وأستخدم الطلاء بشكل رقيق. 

### مشاهدالنوع
في مشاهد من هذا النوع، صور بروير الفلاحين والجنود وغيرهم من أفراد «الطبقة الدنيا» وهم يشاركون في أشكال مختلفة من الرذائل مثل الشرب والتدخين ولعب الورق أو النرد والشجار وما إلى ذلك في كثير من الأحيان في الحانات أو البيئات الريفية.  غالبًا ما يبدو أن الغرض الوحيد من لوحاته هو تمثيل جوهر الرذيلة.
لا يزال الخلاف حول ما إذا كان بروير ينوي نقل أي رسالة أخلاقية. يبدو تدريجياً أنه ركز أكثر على تعبيرات رعاياه الذين يمرون بمشاعر الألم والغضب والاشمئزاز والفرح. يتضح هذا بشكل خاص في لوحاته العديدة لمشاجرات الحانات، مثل لوحة المشاجرة بين الفلاحين ولوحة لاعبي بطاقات بروير (كلاهما في ألت بيناكوثيك، ميونيخ). تصور هذه الأعمال كيف ينعكس الغضب في مراحله ودرجاته المتفاوتة في تعابير وجه الأشخاص الذين يتجادلون. لا يبدو أن بروير يستنكر اندلاع الغضب باعتباره خطيئة مسيحية ولكن كتعبير عن عدم ضبط النفس. قد يكون هذا الرأي قد أتى من الأفكار الأخلاقية لسينيكا الأصغر التي صاغها جوستوس ليبسيوس على أنها مذهب جديد، وقبلت بشكل عام في دائرة أنتويرب الإنسانية التي شكل بروير جزءًا منها. 

### البورتريات

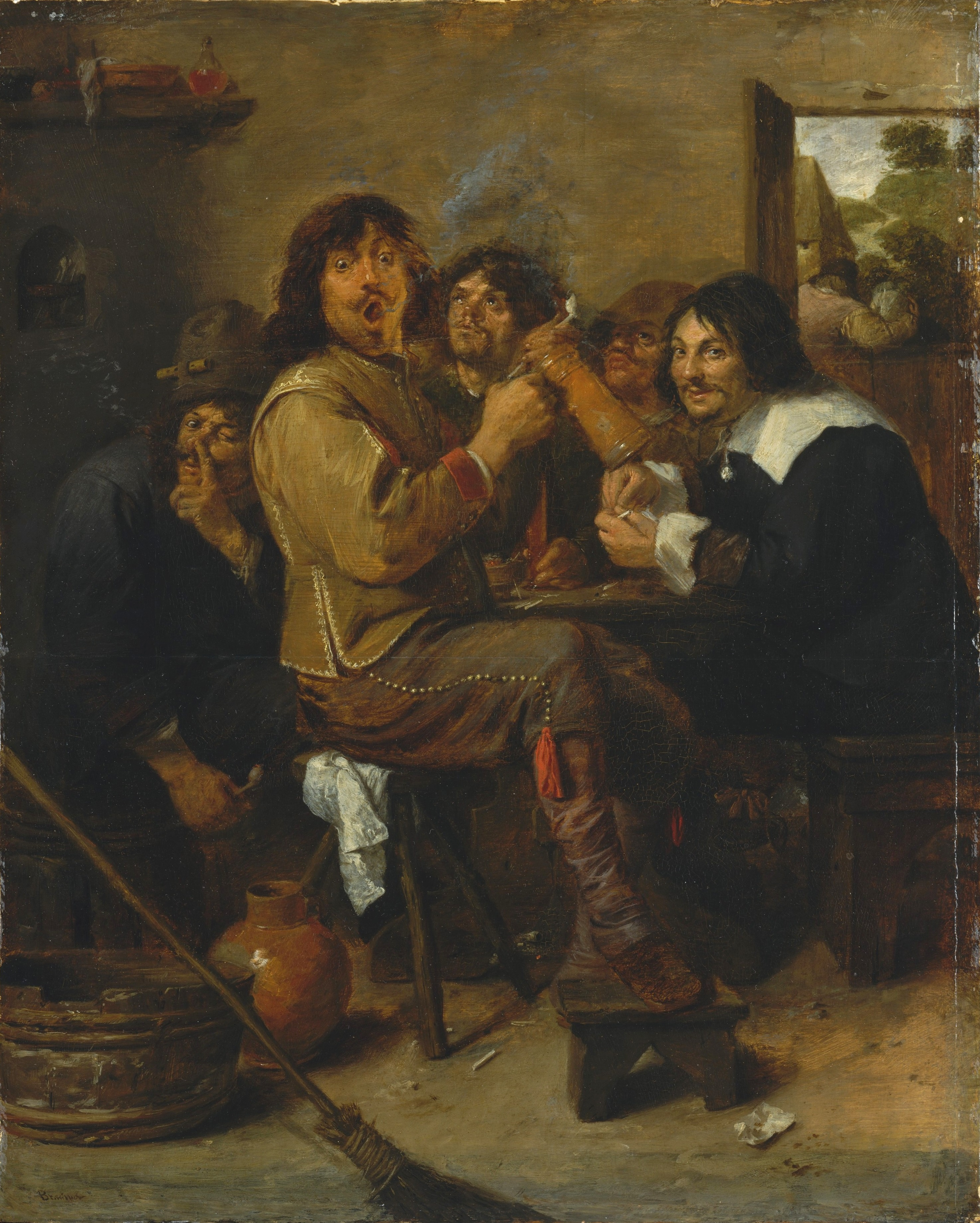
"المدخنين" بريشة بروير (1636), متحف المتروبوليتان للفنون.

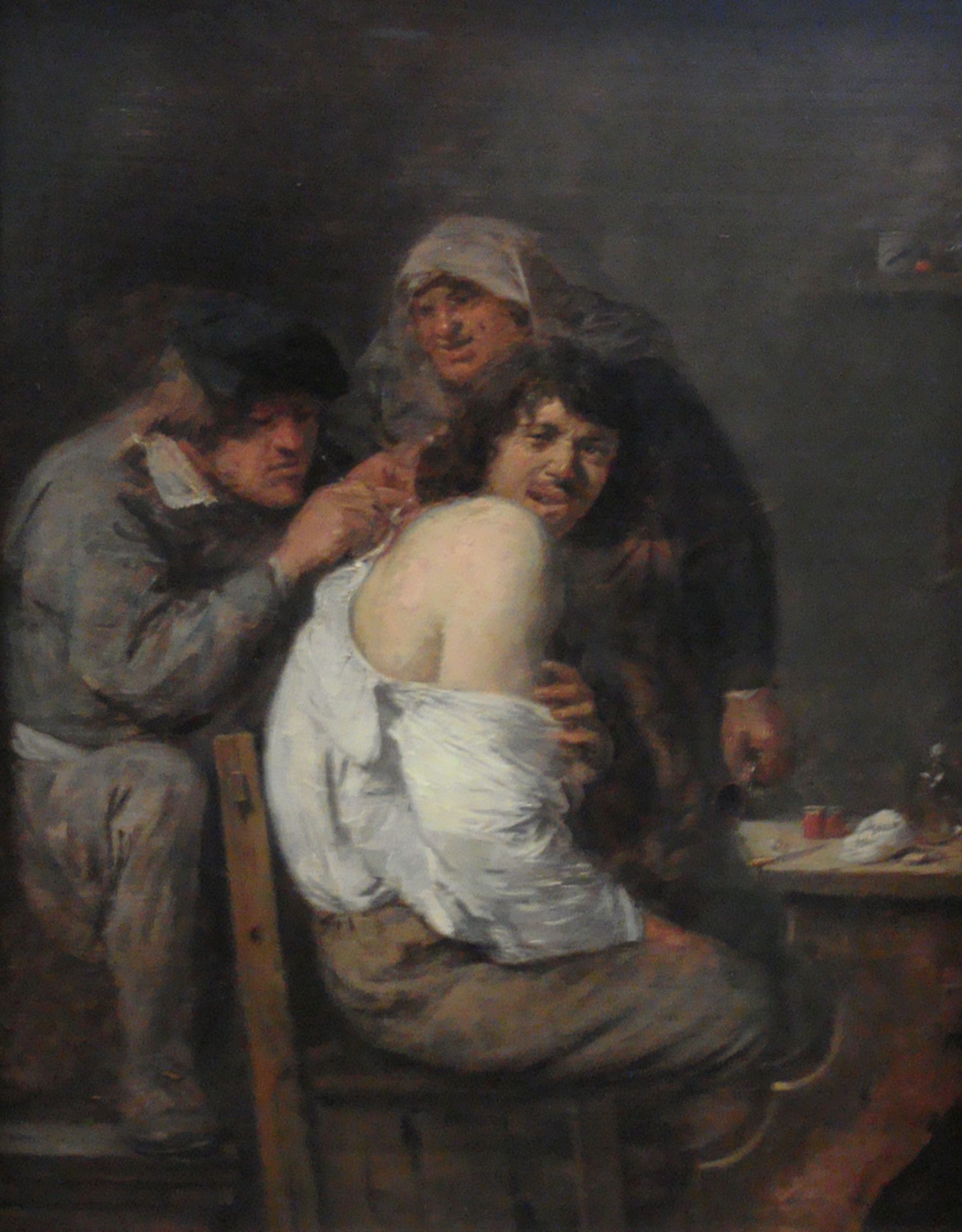
«عملية الظهر» بريشة بروير حوالي 1636، متحف شتيدل، المانيا.

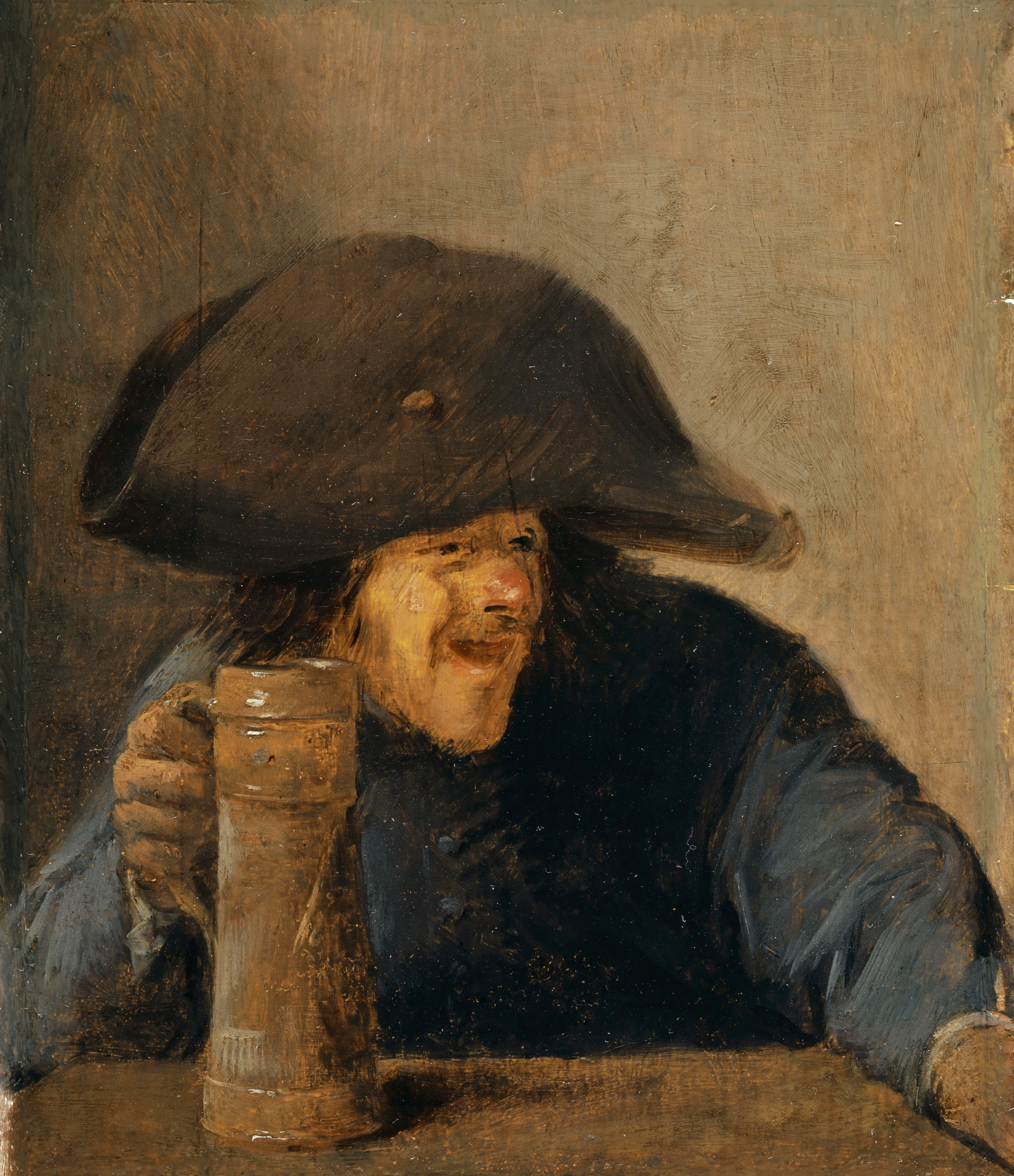
"فلاح يرتدي قبعة ذات قرنين ويحمل قدح بيرة" بريشة بروير حوالي 1630، متحف بيسل، سويسرا.

يعتبر بروير مبتكرًا مهمًا في رسم البورتريه، وهو نوع بارز في الفن الهولندي. تم تعيين صورته الجماعية الأكثر شهرة في حانة ويشار إليها باسم المدخنون (حوالي 1636 ، متحف متروبوليتان للفنون، نيويورك). على الرغم من العنوان الحديث، فإن المشهد عبارة عن صورة جماعية لزملائه الفنان بروير الذي أقام في أنتويرب. لم يتم تحديد كل منهم على وجه اليقين. بروير هو الشكل الثاني على اليسار الذي يتجه نحو المشاهد. عينيه مفتوحتان على مصراعيه، ويمسك إبريق البيرة في يده اليمنى وينفث الدخان من غليونه. تم التعرف على الشخص الموجود في أقصى اليمين على أنه يان دافيدز. دي هيم. لم يتم التعرف على الفنانين الآخرين على وجه اليقين ولكن تم اقتراح أن يان ليفينز هو الشخص الموجود في أقصى اليسار، وجوس فان كرايسبيك هو الشخص في المنتصف ويان كوسييرز هو الشخص الثاني على اليمين. تنتمي هذه الصورة الجماعية إلى نوع «صورة الصداقة». صور صداقة مماثلة تتضمن صورة ذاتية تم إنشاؤها من قبل روبنز في صورته الذاتية في دائرة من الأصدقاء من مانتوفا ولوحة بواسطة سيمون دي فوس في صورة جماعية لنفسه مع يوهان جيرلوف ويان كوسييرز المشار إليها باسم تجمع المدخنين والشاربون. في حين أن صورتي الصداقة الأخيرتين كانتا تقليديتين إلى حد ما، ابتكر بروير النوع في المدخن. لقد حقق ذلك من خلال توسيع الصور إلى صور كاملة الطول، ووضع المشهد في حانة، وتعبير الوجوه والسلوك اللامبالي والملابس. ديناميكية التكوين تجعل صورة المجموعة أقرب إلى مشاهد حانة بروير منها إلى اللوحات الفنية المعاصرة.  أللوحة تندرج أيضًا في هذا النوع من لوحات الفنانين «التي تصور الرذيلة» التي تجذرت في الرسم الهولندي والفلمنكي في القرن السابع عشر. كان هذا النوع انعكاسًا لمفهوم عصر النهضة المثالي لـ «عقيدة التصوير» والتي تقول: الفنان كمثقف ورجل نبيل. تم استبدال هذا المثال بالنموذج الجديد للفنان الضال الذي يتميز بإلهامه الإبداعي ومواهبه. أكدت هذه الصور (الذاتية) على الطبيعة الفاسدة للفنانين من خلال إنشاء روابط مع الموضوعات الأخلاقية التقليدية مثل الحواس الخمس والخطايا السبع المميتة والابن الضال في الحانة. في لوحة مدخنين بووير فهو يصور حاسة التذوق. 

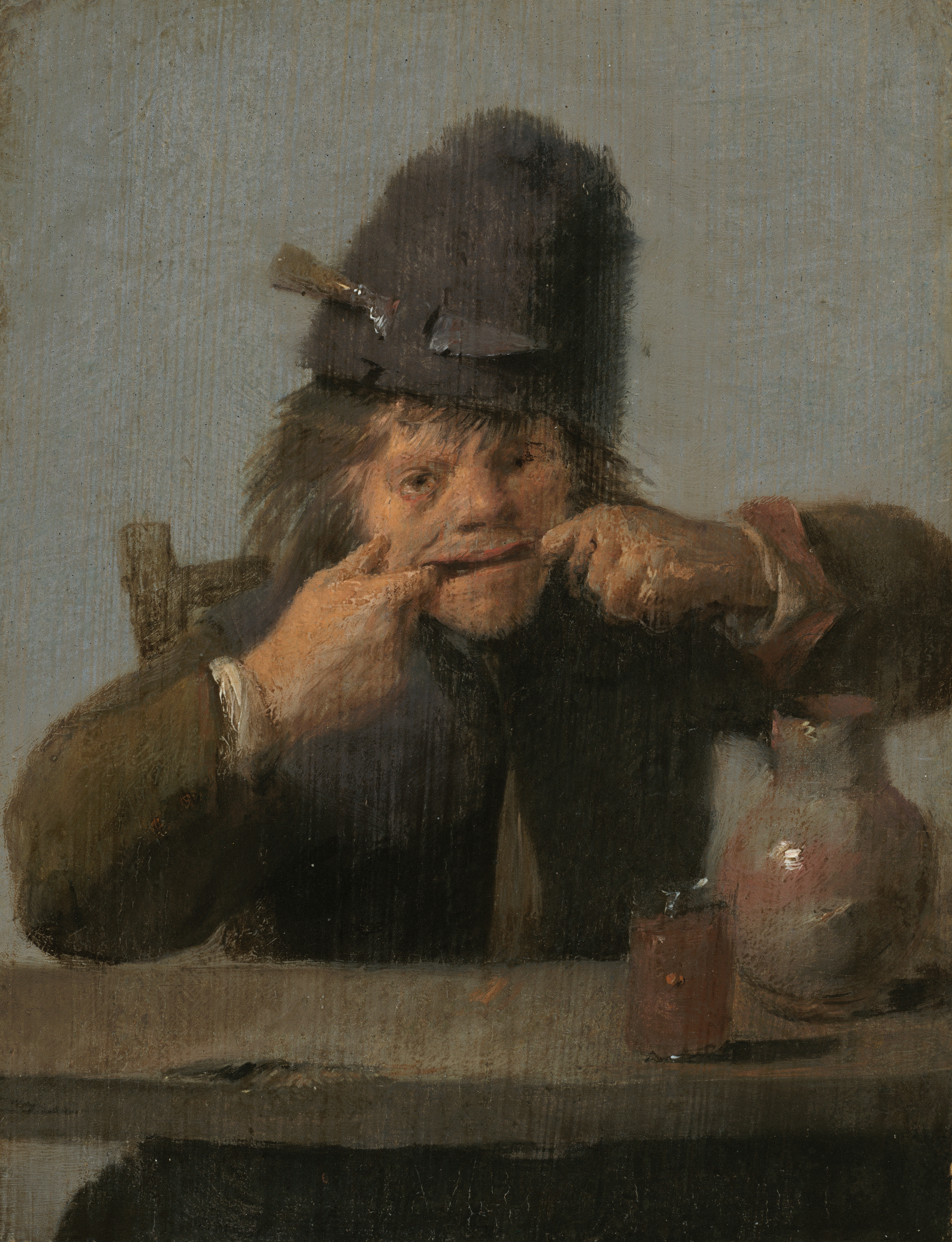
"شاب يصنع ملامح وجه" بريشة بروير بين 1632 و1635، المعرض الوطني في لندن.

لعب بروير دورًا مهمًا في تطوير نوع الرسم المسمى «تروني» (اسم يطلق على أسلوب من أساليب الرسم الذي يصور الوجه بتعبيرات مبالغ بها). ساهم بروير في هذا النوع لأنه كان لديه موهبة في التعبير. أعطت أعماله وجهًا لشخصيات الطبقة الدنيا من خلال غرس صورهم بمشاعر إنسانية واضحة المعالم ومميزة - الغضب، الفرح، الألم، والسرور. مثل لوحة «شاب يصنع ملامح وجه» يصورشابًا بإيماءة ساخرة وساخرة تجعله إنسانيًا، مهما بدا غير جذاب. إن تطبيق بروير القوي للطلاء في هذه التركيبة، بضربات الفرشاة القصيرة المميزة وغير المعدلة، يزيد من التأثير الدرامي.
غالبًا ما عاد رسامو النوع إلى الموضوع القديم لقصة الحواس الخمس وابتكروا سلسلة من الترونات تصور الحواس الخمس أو الخطايا السبع المميتة. كما رسم بروير عددًا من اللوحات الفنية التي تمثل الحواس الخمس أو الخطايا السبع المميتة. ومن الأمثلة على ذلك لوحة «الرجل السمين» حوالي 1634 - 1637، ماورتشهاوس، لاهاي في هولندا، التي تمثل الخطيئة المميتة للشهوة والتي يُعتقد أنها صورة لبولوس بونتيوس. 

### المناظر الطبيعية

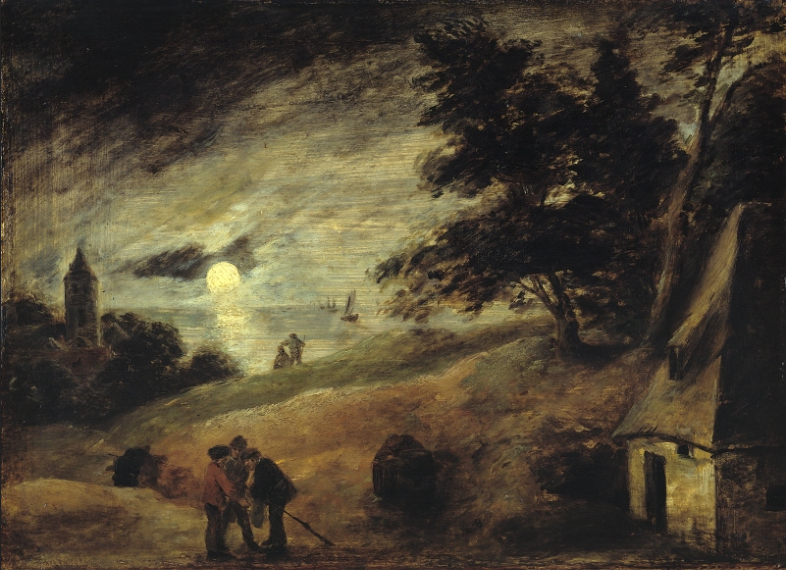
"بضوء القمر" بريشة بروير حوالي 1635-1637، متحف جيمالد جاليري، برلين.

رسم بروير بعض المناظر الطبيعية المتأخرة بالإضافة إلى مناظره الريفية. لوحات ميزت بغلاف جوي وذات طلاء ذو لمسة فضفاضة.  كانت هذه المناظر الطبيعية مؤثرة على رسامي المناظر الطبيعية الآخرين مثل لوديويجك دي فادر الذي يستلهم لوحته «منظر الكثبان الرملية الممتدة مع المسافرين والكلب الموجود على طريق بجانب المدخل» بشكل واضح من منظر الكثبان الرملية في لوحة بروير «بضوء القمر».

## التاثير
أثر بروير على عدد كبير من الرسامين الفلمنكيين والهولنديين بما في ذلك كورنليس سافتليفن، وديفيد تينيرز الأصغر، وماثيوس فان هيلمونت، وهندريك مارتينسون سورج، وهوراتيوس بولونجير، وجياكومو فرانشيسكو سيبر، ودانييل بون، وجوزيف دانهاوزر.